# 銀美洲鱥
銀美洲鱥（學名：Notropis photogenis），為輻鰭魚綱鯉形目雅羅魚科的其中一種，分布於北美洲加拿大安大略省伊利湖、美國密西根州俄亥俄河至紐約州，南至喬治亞州北部淡水流域，本魚呈長橢圓形且側扁，眼大、口近下位，全身為銀色，背部顏色較深，尾鰭叉形，體長可達14公分，棲息岩石底質的中大型河川、湖泊底中層水域，生活習性不明。